# 金光燈籠魚
金光燈籠鱼（学名：Myctophum affine）为輻鰭魚綱燈籠魚目灯笼鱼科的其中一種。分布于大西洋海域，為深海魚類，棲息深度0-600公尺，體長可達7.9公分。

## 扩展阅读
維基物種上的相關：金光燈籠鱼